# Brian Steidle
Brian Steidle ist ein US-amerikanischer Menschenrechts-Aktivist, Journalist, früherer Soldat, Fotograf und Autor, der daran gearbeitet hat, den Darfur-Konflikt im Sudan bekannt zu machen. Steidle schrieb, zusammen mit seiner Schwester Gretchen Steidle Wallace, das Buch „The Devil Came on Horseback“, auf dem auch die Dokumentation "Die Todesreiter von Darfur" basiert. Vor seiner Tätigkeit in Darfur diente er bis 2003 in dem US Marine Corps, zuletzt im Rang eines Captain.

## Sudan
Brian Steidle arbeitete ab Januar 2004 für sieben Monate bei der Joint Military Commission in den sudanesischen Nuba-Bergen an der Überwachung der Waffenruhe, im September 2004 begann er seine Arbeit als einer von drei US-Militärbeobachtern für die Afrikanische Union in Darfur. Dort wurde er Zeuge von vielen Verbrechen, aber durfte nicht eingreifen, nur beobachten. Nach dem Ende seines sechsmonatigen Vertrags kehrte er in die USA zurück und berichtete von seinen Erlebnissen in Darfur, unter anderem vor einem Unterkomitee und dem Black Caucus
des US-Kongress, hielt Vorträge und fungierte als Berater für verschiedene Nichtregierungsorganisationen. Steidle kehrte später in den Tschad zurück, wohin sich viele Menschen aus Darfur geflüchtet hatten, um weiter die Geschehnisse zu dokumentieren und bekannt zu machen. Er schrieb das Buch „The Devil Came on Horseback“ (der Titel bezieht sich auf die Dschandschawid, eine Miliz). Auch ein Dokumentarfilm „Die Todesreiter von Darfur“ wurde über Steidles Geschichte produziert. Steidle erscheint selbst im Film und erzählt, wovon er in Darfur Zeuge wurde und interviewt Überlebende.
Um konkret Hilfe leisten zu können, half Steidle seiner Frau, Andi Scull Steidle, die Organisation Helping Other People Everywhere (HOPE) zu beginnen. Zuletzt gründete er die Firma Steidle Corporation, die Beratung und Untersuchung in den Bereichen Menschenrechtsverletzung, Völkermord und illegaler Handel anbietet.